# あさをゆうじ
あさを ゆうじ（1971年 - ）はCGデザイナー、漫画家、絵本作家。Faint-Light代表。福岡県北九州市出身。

## 略歴
大学では建築を専攻していたが、そこでCGの魅力に取り付かれる。卒業後はゲーム会社に勤務し、ゲーム製作に携わっていた。1999年、退職しフリーに。同じ頃、テレビ朝日の番組、D's Garage21にてCGアニメーション作品「きぐるみ〜ず」が紹介されて評判になり、その後ぬいぐるみ化やCMに採用されるなどの展開を見せた。以後、漫画や絵本など、CG以外にも活動の場を広げている

## 作品リスト
- きぐるみ〜ず
  - きぐるみーず ISBN 4097273493
- こいぬぐんだん
  - こいぬぐんだんの冒険 ISBN 4022578467
  - こいぬぐんだん アキタくんとハッピー ISBN 481241914X
- ナマズのがっこう （まんがくらぶ連載）

他